# Stazione di Gijón
La stazione di Gijón (in spagnolo Estación de Gijón) è la principale stazione ferroviaria di Gijón, Spagna.